# Raja Yoga
Raja Yoga (Sanskrit राजयोग, rājayoga, [ɽɑːʤʌjoːgʌ] m. „königlicher Yoga“) ist einer der klassischen Yogawege. Im Raja Yoga wird die Entwicklung und Beherrschung des Geistes angestrebt. Gewöhnlich wird Raja Yoga mit Ashtanga Yoga („achtgliedriger Yoga“) gleichgesetzt, wie er im Yogasutra von Patanjali beschrieben wird.

## Name
Der Begriff „Raja Yoga“ leitet sich ab aus dem Sanskritwort raja, „König“, und bedeutet königlicher Yoga. Die allgemein anerkannte Deutung des Namens besagt, dass derjenige, der seinen Geist bezwingen kann, ein wahrer Herrscher sei. Auch wird gesagt, dass der Raja Yoga alle anderen Yogawege überrage und deshalb als königliche Disziplin betrachtet werden könne.

## Überlieferung in klassischen Yogaschriften
Der Begriff Raja Yoga taucht relativ spät auf. Gemäß der Yogatattvaupanishad und anderen klassischen Yogaschriften ist er einer der vier Yogas. Diese sind Mantra Yoga, Laya Yoga, Hatha Yoga und Raja Yoga.
Diese Yogawege werden in den Schriften wie folgt definiert:
- Mantra Yoga: Singen und Rezitieren von Mantren, speziell von Soham[3]
- Hatha Yoga: Reinigung des subtilen Körpers
- Laya Yoga: Auflösung des Einzelgeistes in den All-Geist oder ins höchste Selbst
- Raja Yoga: Geisteskontrolle

Raja Yoga gilt als der höchste Yoga und wird mit dem Ashtanga Yoga von Patanjali gleichgesetzt. In der Regel gehen die diversen Schriften, die Raja Yoga nennen, nicht genauer auf diesen ein und es werden nur allgemeine Angaben gemacht. Danach ist Raja Yoga samenlose Meditation (Yogachintamani) oder perfekte Kontrolle von Geist und Atem (Rajayogabhashya). Er führt zur Auflösung des Geistes (Hatharatnavali) und zu Befreiung (Jyotsna). Menschen mit unruhigem Geist können dank Hatha Yoga den Raja Yoga erlangen (Jyotsna). Nach der Hathapradipika gelingt der Raja Yoga nicht ohne Hatha Yoga und der Hatha Yoga nicht ohne Raja Yoga.
Gemäß dem Rajayogabhashya verschmelzen in der höchsten Stufe des Raja Yogas der Meditierende (dhyatar), Meditation (dhyana) und Meditationsobjekt (dhyeya) miteinander; der Rajayogin bleibt in seinen Handlungen unberührt und erfährt Identifikation mit dem Brahman.
Bekannt geworden ist Raja Yoga vor allem durch Vivekananda (1863–1902), der in seinem Buch Raja Yoga den achtgliedrigen Yoga von Patanjali erklärt und auch den Yogasutra übersetzt. Vivekananda schätzte den Raja Yoga höher ein als die anderen von ihm gelehrten Yogawege wie Karma Yoga, Bhakti Yoga und Jnana Yoga.

## Die acht Stufen des Raja Yoga  oder Ashtanga Yoga nach dem Yogasutra von Patanjali
1. Yama – 5 ethischen Verhaltensregeln
2. Niyama – 5 Regeln der Selbstdisziplin
3. Asana – Schulung und Reinigung des Körpers mittels Yogastellungen
4. Pranayama – Atemkontrolle
5. Pratyahara – Zurückziehen der Sinne von der Außenwelt
6. Dharana – Konzentration auf nur einen Gedanken
7. Dhyana – Meditation, Kontemplation
8. Samadhi – Überbewusstsein, Einheitsbewusstsein

Die drei letzten Aspekte Dharana, Dhyana und Samadhi werden zusammengefasst als Samyama bezeichnet.

## Heutige Deutung
Raja Yoga wird heute meist im Sinne von Vivekananda interpretiert, beinhaltet also alle acht Stufen. Doch gibt es auch Richtungen, die die ersten Stufen, namentlich Asana und Pranayama, als Hatha Yoga definieren, der vorbereitend für den Raja Yoga wirke. Dieser beinhaltet die letzten drei Stufen Dharana, Dhyana und Samadhi. Letztlich wird Raja Yoga auch mit Meditation gleichgesetzt.
Eine Sonderform des Raja Yoga ist der geistige Yoga der Brahma Kumaris World Spiritual University (BKWSU), einer religiös-spirituellen Bewegung aus Indien, wonach „Raja Yoga“ die „königliche Verbindung“ zwischen Mensch und Gott meint, in Form einer liebevollen Beziehung, die in eine entsprechend hohe Ethik münden soll.